# Albin Edberg
Albin Salomon Edberg, född 26 juni 1994 i Svarttorps församling, Jönköpings län, är en svensk kock.
Efter utbildning på restaurangprogrammet på Bäckadalsgymnasiet i Jönköping inledde han sin karriär hos Tommy Myllymäki på restaurang Sjön. Deras samarbete fortsatte sedan med att tävla tillsammans där Edberg var Myllymäkis commis (assisterande kock).
Albin Edberg vann tillsammans med Tommy Myllymäki Bocuse d'Or Europe i Stockholm 2014, och kvalificerade sig därmed till världsfinalen Bocuse d'Or i Lyon 2015 där laget vann brons. Deras resa går att följa i TV4 dokumentären "Med smak av Guld" från 2015.
År 2018 blev han en del av det Svenska Bocuse-teamet, som representerade Sverige i världsfinalen Bocuse d'Or men denna gången som Team Coordinator.
År 2022 var han finalist i Kockarnas kamp på TV4.
Edberg har även gjort inhopp och jobbat på flera stjärnkrogar, däribland trestjärniga Per Se i New York.